# Haematopota cingalensis
Haematopota cingalensis är en tvåvingeart som beskrevs av Ricardo 1906. Haematopota cingalensis ingår i släktet Haematopota och familjen bromsar.
Artens utbredningsområde är Sri Lanka. Inga underarter finns listade i Catalogue of Life.